# Julianów Lesiewski
Julianów Lesiewski – wieś w Polsce położona w województwie łódzkim, w powiecie rawskim, w gminie Biała Rawska.
W latach 1975–1998 miejscowość należała administracyjnie do województwa skierniewickiego.
Przed 2023 r. miejscowość była częścią wsi Wólka Lesiewska.